# 池田昌子
池田 昌子（いけだ まさこ、1939年1月1日 - ）は、日本の声優、女優、ナレーターである。東京府東京市小石川区（現：東京都文京区）出身。東京俳優生活協同組合所属。
オードリー・ヘプバーンの吹き替えや、アニメ『銀河鉄道999』のメーテル役などで知られる。

## 経歴

### キャリア
幼少期は引っ込み思案で人見知りな性格だったことから母親も心配していたといい、小学5年生くらいの時、担任の教師による「団体の中で過ごすようになれば多少は改善されるかもしれない」という配慮から、児童合唱団にオーディションを受け参加。当初は童謡などを歌っていた。その後、その児童合唱団がミュージカルなどを始め児童劇団に変わったことから演劇の世界へ入ったといい、後年には「気が付いたところ歌も演技も好きになり、止められなった」と回想している。
このため、子どもの頃から「ほかの仕事につきたい」という思いはなく「女優になりたい、うまい役者になりたい」とそれだけだったといい、元々が人見知りなため「演じるということが余計面白かった」と話している。
1949年、綴り方集を映画化した『風の子』（山本嘉次郎監督）で子役としてデビューする。声優デビュー作は、小学5年生の時に出演した学校放送。後にラジオドラマなどで声優業を始める。
東京都立北野高等学校卒業。
キャリア初期は舞台活動も行ったほか、1953年にNHKで放送した『牛若丸と辯慶』の牛若丸役以後はテレビドラマなどで女優としても活動。
1969年以降はフジテレビ系『ライオン奥様劇場』のNMCプロ製作の昼メロに主要な役で立て続けに出演し、そこで知り合った助監督の浜田紀政と結婚。子供が生まれ、一時期は活動を休止していたが、仕事は続けていきたかったため、声の仕事に復帰したという。
声優業に関して、生でアテレコを始めた時は緊張の連続で神経がズタズタになり、家に帰ったら寝るだけだったという時期もあった。だが、その後は声だけで役を演じる面白さから声の仕事が増えたという。声優活動を気に入り女優活動も減っていた頃、あるドラマのプロデューサーから「アテレコなんてしょせんは裏街道だ。女優たるもの、表街道を歩かなくてはだめだ」と言われたことで「裏街道で結構じゃない！」「だったら、裏街道なんて言われないように頑張ろう」と反発。そこから顔出しの出演を一切辞め、声優専業の意志を固めたという。
所属は、劇団ちどり、劇団現代劇場、フールプールプロ、グループだいこん、セブンセンター、スカイプロ、同人舎プロダクションを経て、1981年より東京俳優生活協同組合所属。

### 現在まで
2007年、第1回声優アワード功労賞を受賞。
2020年、東京アニメアワードフェスティバルでは「アニメ功労部門」で顕彰された。

## 人物
声種はハイバリトン、メゾソプラノ。高貴で神秘的な役柄が多いほか、メインキャラクターの母親役なども多数演じている。池田自身はどこかミステリアスさがあるようなタイプが好きで、声質が合うのかもしれないが、総合的にそういう役が多いのもおもしろいという。
吹き替えではオードリー・ヘプバーンやメリル・ストリープを担当。当初は吹き替えを中心に活動していたが、『エースをねらえ!』のお蝶夫人以降はアニメでも活動し、『銀河鉄道999』のメーテルなどを演じる。
近年は「綾鷹」のテレビCMや『ありえへん∞世界』などナレーションの仕事も多くこなし、円覚寺などで朗読会も開催している。
かつては、政宗一成が主宰する言霊群団「夢吽空」のメンバーとして後進の指導なども行っていた。
趣味は、絵画鑑賞、読書、散歩。

### 仕事に対する姿勢
声優が専業として確立する以前から活動する人物には「声優業は舞台の仕事がない時の副業」という認識を持つ者が多いが、池田は「声優という職能を確固たるプロ」と考えている数少ない人物である。
役作りに関しては、台本の読み込みを大切にしている。声を作って役を演じ分けることはあまりせず、「大事なのは役の心」との思いから自然にその役の声になって出てくるのがベストだと考えている。
声に関しては、健康や悩みなどが影響する「ものすごく正直で敏感なもの」とし、体調管理には気を使っている。
吹き替えでは、演じる女優の芝居やその心理状態までを捉えてアテることを意識しており「錯覚の楽しさなんです。自分自身がノリきれる、同化できた時の楽しさというものがあると思います」としている。『熱いトタン屋根の猫』でエリザベス・テイラーを吹き替えた際は好きな女優だったものの、呼吸をはじめ生理的に全然合わなかったといい、一番苦労した役だったと語っている。
ファンに対して、声優としての姿勢＝在り方は非常に謙虚であり、『銀河鉄道999』関連のインタビュー他、声優としての仕事に関しては「ファンの持つキャラクターへのイメージを壊したくない」という信念から滅多に顔を見せることがない。代表的な例では『ウルトラマンメビウス外伝 ヒカリサーガ』のDVD特典映像における声優陣のインタビューにおいて、池田だけ声のみの出演となっている。一方、舞台やひとり語りにおいてはパンフレットその他紹介等において顔出しを拒むことはほぼない。
近年の現場に関しては、個別収録や録り直しの容易さなど技術的な進歩から「いい時代」だとしつつ、かつての「一部だけ録り直しなどできないプレッシャー」や「共演者やスタッフと一緒に一つの作品を作り上げていく連帯感」、「物語の流れを自分で掴む感覚」といった、役者として必要な緊張感や持続性が無くてもいい環境へ変化していることには寂しさがあるといい、「私は今でも、役者が楽しく演じていれば、その熱が画面から観ている方に伝わるものだと信じているんです」「下手とか上手いとかじゃなくて、とにかくその作品が好きで、愛があったり熱があったり…そういう風にしてできた作品は、観ていて面白いはずだと思うんです」と語っている。

## エピソード

### 銀河鉄道999
『銀河鉄道999』では、テレビアニメなどほとんどの媒体で長年にわたりメーテルを演じている。
原作者の松本零士によると、昭和30年代にフランス映画『わが青春のマリアンヌ』の吹き替え版をテレビで観た際にヒロイン・マリアンヌの声が非常に気に入り、そのイメージを念頭においてメーテルの声を想定したのだという。そのことを池田に話すと、マリアンヌの声は池田当人だったと聞き、まったく知らなかった松本は非常に驚いたという。
メーテルについて、池田は「自分の分身、私の一部。我が子、我が親という肉親に近い存在ですね」「今もなお、彼女とともに生きている感覚です」と語っている。また『銀河鉄道999』の作品自体は「宝物」と語り、アニメの仕事は比較的少ないことから特に印象深く「その数少ない中で、こういう素敵な作品に巡り合えたというのは、本当に役者冥利に尽きます。そしてメーテルは私にとっても非常に魅力的な役なんです」と述べている。
役作りに関しては、「神のような特別な存在でしょう。生きた感情が乗ったセリフになっているか、それが見る人たちに伝わっているのか。反省の連続でした」と試行錯誤したことを明かし「彼女が好きだったし、難しかったし、怖かった。今でも未完成のままだと思います」と述べている。
共演した野沢雅子とは親交が深く、『999』放送終了後も互いを「メーテル」「鉄郎ちゃん」と呼び合っている。また、車掌役の肝付兼太とも親交があり、3人で旅行に行ったこともあったという。
2023年に急逝した松本零士のお別れの会に出席、野沢雅子と二人で弔辞を述べた。

### オードリー・ヘプバーン
オードリー・ヘプバーンの吹き替えは、専属（フィックス）で担当しており、「ヘプバーンの声は池田昌子」と呼ばれるほどの代表作である。
初めてヘプバーンを吹き替えた作品は、1968年にテレビ朝日の「日曜洋画劇場」枠で放送された『許されざる者』。最初は散発的な担当であったが、1970年代以降はほとんどの局の映画番組でヘプバーンを担当するようになり、吹き替えは池田というイメージが定着していった。
ヘプバーンについて、池田は「私にとっての非現実。妖精であり夢であるんです」と述べている。また、池田は演じやすい女優としてもヘプバーンを挙げており「本当に素直に、彼女の芝居に乗っていけるんです。彼女以外でそういった経験はなかったので……。彼女の感覚が、東洋的といいますか、日本人に合っていたんじゃないかと思います」と語っている。
好きなヘプバーン出演作には「全部好き！どの作品も素晴らしいです」と述べ、特に思い入れがある作品には『ローマの休日』を挙げている。
『ローマの休日』はテレビ放送やソフト化のたびに録り直し、これまでに5回ほど吹き替えているという。当作のヘプバーンについて池田は「演技ももちろん上手なんですが、それ以上にあの年齢だからこその透明感、清潔感が美しさとなって現れていると思うんです」「あの初々しい美しさは、作って出せるものではない」と述べ、今後新たに吹き替えが作られるなら後進に譲りたい趣旨の発言をしている。実際に、当初小林守夫から依頼を受けた際にも「本当に私がこんな方の声をやっていいのかしら？」と迷った体験談まで話していたほか、ソフト版吹き替え（1995年頃収録）でオファーがあった際は一度断ったが、この時は相手役（グレゴリー・ペック）の吹き替えに、それまで共演し「素晴らしい相手役に恵まれた」と感じていた城達也が続投すると聞いたことで引き受けることを決意したという。なお、城も思い出深い吹き替え出演作に『ローマの休日』を挙げたことがあり、その理由が「池田昌子さんの演技が素晴らしかったから」であった。
『ティファニーで朝食を』では劇中でヘプバーンが「ムーン・リバー」を歌唱する場面があり、吹き替えでも歌は原語が使われることから、その前後の場面はヘプバーンの歌声と自身の声に違和感が出ないよう気を使ったという。また、歌唱シーンはその後に続く台詞のため、画面のヘプバーンと共に池田も声を出さず歌い呼吸が合うようにしたという。
2009年、『昼下りの情事』のDVD発売時に新たな吹き替え収録が行われることになり、当時20代のヘプバーンに再び池田が当てられた。この時、既に70を超えていた池田は「さすがに無理なのではないか」とオファーを断ろうとしたが、「いえ、池田さんがいいんです」という言葉で「それならもうやるしかない」と出演を決めたという。
2022年には、ドキュメンタリー映画『オードリー・ヘプバーン』で久々にヘプバーンの吹き替えを担当。これは「オードリーに関しては、映画ファンにお馴染みの池田昌子さんに是非ともお願いしたい」と制作関係者一同の総意による起用で、吹き替え制作自体のスタート地点だったという。池田は本作について「久し振りの再会でしたし嬉しかったけれど、とても緊張しました」と語り、「彼女はどの役でも活き活きとしているので、そんな彼女の持って生まれた天性の力・魅力を感じ取って欲しいです」とコメントしている。

## 出演
太字はメインキャラクター。

### テレビアニメ
1966年
- ジャングル大帝
- 鉄腕アトム (アニメ第1作)

1967年
- リボンの騎士（エロース）

1968年
- 佐武と市捕物控（お蝶〈初代〉）

1969年
- 紅三四郎（ナリータ）
- 忍風カムイ外伝（ネネ）

1972年
- おんぶおばけ（きぬ）
- 樫の木モック（妖精、姫）

1973年
- エースをねらえ!（1973年 - 1974年、竜崎麗香）
- 荒野の少年イサム

1976年
- 母をたずねて三千里（シプリアーナ）

1978年
- 銀河鉄道999（メーテル）
- 新・エースをねらえ!（竜崎麗香）
- ペリーヌ物語（マリ）
- 星の王子さま プチ・プランス（アンナ）
- ルパン三世 PART2

1979年
- 新巨人の星II（咲坂洋子）
- シートン動物記 りすのバナー（うさぎ）
- まえがみ太郎（ツバメトビ）

1980年
- ニルスのふしぎな旅（1980年 - 1981年、ニルスの母）
- 若草物語（母）

1982年
- 愛の奇蹟 ドクターノーマン物語
- 太陽の子エステバン（サバ）
- パタリロ!（エトランジュ）

1983年
- ストップ!! ひばりくん!（はるえ）
- 聖戦士ダンバイン（シルキー・マウ）

1984年
- 大自然の魔獣バギ（久里浜）

1986年
- ゲゲゲの鬼太郎（第3作）（後神）
- 愛少女ポリアンナ物語（ルース・カリウ）
- 青春アニメ全集（母、姉）

1990年
- 三丁目の夕日（鈴木一平の母）
- ドラゴンクエスト（モーラの女王）

1992年
- お〜い!竜馬（坂本幸）
- らんま1/2 熱闘編（早乙女のどか）

1995年
- ロミオの青い空（語り）

1997年
- CLAMP学園探偵団（理事長）

1998年
- ヴァイスクロイツ（天宮薫子）
- サイレントメビウス（巫由伽・リキュール）

1999年
- 金田一少年の事件簿（朝木葉月）
- 仙界伝 封神演義（スープーママ）
- バーバパパ世界をまわる（ナレーション）

2000年
- サクラ大戦TV（真宮寺若菜）

2002年
- プリンセスチュチュ（樫の木の声）

2003年
- 無限戦記ポトリス（ヒト）

2004年
- 宇宙交響詩メーテル 銀河鉄道999外伝（メーテル〈モノローグ〉）
- MONSTER（イギリス人夫婦）

2005年
- 勇者王ガオガイガーFINAL GRAND GLORIOUS GATHERING（声）

2006年
- エンジェル・ハート（堀田母）
- xxxHOLiC（大きな樹）
- 名探偵コナン（幸田文江）

2007年
- アイドルマスター XENOGLOSSIA（テル・ロ・ウ）
- 風の少女エミリー（ローラ・マレー）
- ながされて藍蘭島（すずらん〈すずの母親〉）
- Myself ; Yourself（菜々香の伯母）

2009年
- こんにちは アン 〜Before Green Gables（ナレーション）

2010年
- 刀語（語り）

2011年
- 日常（ナレーション）

2012年
- 宇宙兄弟（金子・シャロン）
- まじっく快斗（セリザベス女王）

2013年
- HUNTER×HUNTER（第2作）（女王）

2018年
- 宇宙戦艦ヤマト2202 愛の戦士たち（アデルシア・デスラー）※2018年に劇場版で先行公開

2020年
- かえるのピクルス - きもちのいろ -

### 劇場アニメ
1979年
- エースをねらえ!（竜崎麗香）
- 映画版 銀河鉄道999 (The Galaxy Express 999)（メーテル）

1980年
- 銀河鉄道999 ガラスのクレア（メーテル）
- 地球へ…（マザー・イライザ）

1981年
- さよなら銀河鉄道999 アンドロメダ終着駅（メーテル）

1982年
- 1000年女王（クレオパトラ）

1983年
- 幻魔大戦（東三千子）
- パタリロ! スターダスト計画（エトランジュ）

1985年
- カムイの剣（オヤルル）

1986年
- 火の鳥 鳳凰編（火の鳥）

1987年
- みんなあげちゃう（桜子）

1990年
- 魔法使いサリー（魔女ヘルメス）
- ペリーヌ物語（マリ・パンダボアヌ）

1991年
- うしろの正面だあれ（お母さん）
- サイレントメビウス（巫由伽・リキュール）

1992年
- サイレントメビウス2（巫由伽・リキュール）

1996年
- X -エックス-（司狼斗織）
- ドラミ&ドラえもんズ ロボット学校七不思議!?（マミー14号）

1998年
- 銀河鉄道999 エターナル・ファンタジー（メーテル）

2000年
- 機動戦士ガンダム 特別版（カマリア・レイ）
- 機動戦士ガンダムII 哀・戦士編 特別版（カマリア・レイ）

### OVA
1987年
- デビルマン 誕生編（不動須彌子）
- 火の鳥 宇宙編（火の鳥）
- 火の鳥 ヤマト編（火の鳥）

1988年
- 吸血姫美夕（美夕の母）
- 妖精王（クィーン・マブ）

1990年
- デビルマン 妖鳥死麗濡編（不動須彌子）

1991年
- ねこ・ねこ・幻想曲（樹村冴子）

1994年
- らんま1/2 あかねVSらんま お母さんの味は私が守る!（早乙女のどか）

1995年
- 無責任艦長タイラー（コグレ夫人）

1997年
- サクラ大戦 桜華絢爛（真宮寺若菜）

1998年
- 銀河英雄伝説外伝 汚名（ヨハンナ・フォン・バーゼル）

1999年
- サクラ大戦 轟華絢爛（真宮寺若菜）
- ハーロック・サーガ ニーベルングの指環（メーテル）

2000年
- メーテルレジェンド（メーテル〈モノローグ〉）
- 勇者王ガオガイガーFINAL（声）

2002年
- 戦闘妖精雪風（リン・ジャクスン）

2005年
- カレイドスター Legend of phoenix 〜レイラ・ハミルトン物語〜（ローラ・ハミルトン）

2007年
- 銀河鉄道物語 〜忘れられた時の惑星〜（メーテル）

2008年
- やなせたかしメルヘン劇場 セントバーナードとたびびと アニーとコラ（アニー）

### 吹き替え

#### 担当女優
アン＝マーグレット
- 泥棒を消せ（1971年、クリスティン）※NET版
- シンシナティ・キッド（1973年、メルバ）※NET版
- 大列車強盗（1979年、ロウ夫人）※テレビ朝日版

エリザベス・テイラー
- 熱いトタン屋根の猫（1971年、マギー）※東京12ch版
- ラプソディー（1972年、ルイーズ・デュラン）※東京12ch版

オードリー・ヘプバーン
- 許されざる者（1968年、レイチェル・ザカリー）※NET版
- 麗しのサブリナ（1969年、サブリナ・フェアチャイルド）※東京12ch版
- 噂の二人（1969年、カレン・ライト）※NET版
- 昼下りの情事（1970年、アリアーヌ・シャヴァス）※NET旧録版
- シャレード（1972年、レジーナ・ランパート）※フジテレビ版
- ローマの休日（1972年、アン王女）※フジテレビ版
- 戦争と平和（1972年、ナターシャ・ロストワ）※フジテレビ版
- パリで一緒に（1972年、ガブリエル・シンプソン/ギャビー）※東京12ch版
- 昼下りの情事（1973年、アリアーヌ・シャヴァス）※NET新録版
- 尼僧物語（1974年、シスター・ルーク/ガブリエル・バン・デル・マル）※NET版
- おしゃれ泥棒（1975年、ニコル・ボネ）※フジテレビ版
- 暗くなるまで待って（1975年、スージー・ヘンドリクス）※NET版
- いつも2人で（1975年、ジョアンナ・ウォレス）※フジテレビ版
- ティファニーで朝食を（1978年、ホリー・ゴライトリー）※フジテレビ版
- マイ・フェア・レディ（1978年、イライザ・ドゥーリトル）※テレビ朝日版
- ローマの休日（1979年、アン王女）※テレビ朝日版
- ロビンとマリアン（1980年、マリアン / マザー・ジャネット）※テレビ朝日版
- 戦争と平和（1980年、ナターシャ・ロストワ）※テレビ朝日版
- マイ・フェア・レディ（1983年、イライザ・ドゥーリトル）※TBS版
- 華麗なる相続人（1983年、エリザベス・ロフ）※テレビ朝日版
- シャレード（1985年、レジーナ・ランパート）※テレビ朝日版
- マイ・フェア・レディ（不明、イライザ・ドゥーリトル）※機内上映版
- パリで一緒に（1993年、ガブリエル・シンプソン/ギャビー）※フジテレビ版
- ローマの休日（1994年、アン王女）※ソフト版
- シャレード（1994年、レジーナ・ランパート）※日本テレビ版
- ティファニーで朝食を（1995年、ホリー・ゴライトリー）※日本テレビ版
- オールウェイズ（1995年、ハップ）※日本テレビ版
- 麗しのサブリナ（1997年、サブリナ・フェアチャイルド）※ソフト版
- ティファニーで朝食を（2003年、ホリー・ゴライトリー）※ソフト版
- シャレード（2003年、レジーナ・ランパート）※ソフト版
- 戦争と平和（2003年、ナターシャ・ロストワ）※ソフト版
- ロビンとマリアン（2004年、マリアン / マザー・ジャネット）※ソフト版
- パリの恋人（2006年、ジョー・ストックトン）※ソフト版
- 昼下りの情事（2009年、アリアーヌ・シャヴァス）※ソフト版
- オールウェイズ（2014年、ハップ）※ソフト版
- オードリー・ヘプバーン（2022年、本人）

クレア・ブルーム
- 暴行（1972年、ニナ・ウェイクフィールド）※東京12ch版
- カラマゾフの兄弟（1972年、カーチャ）※東京12ch版

ゲイル・ハニカット
- かわいい女（1974年、メイヴィス・ワルド）※フジテレビ版
- ヘルハウス（1977年、アン・バレット）※フジテレビ版

ジェラルディン・チャップリン
- クリスタル殺人事件（1983年、エラ・ジリンスキー）※TBS版
- ジュラシック・ワールド/炎の王国（2018年、アイリス・キャロル）※劇場公開版

ジャネット・リー
- フォルウォスの黒楯（1970年、アン）※NET版
- 若草物語（1972年、メグ）※東京12ch版
- 炎と剣（1972年、アレタ姫）※TBS版

スーザン・オリヴァー
- 0011ナポレオン・ソロ ※日本テレビ版
  - 第20話『猛犬にご注意』（1965年、ウルスラ・アリス・ボールドウィン）

- 宇宙大作戦 ※日本テレビ版
  - 第12話、13話『タロス星の幻怪人』（1969年、ヴィーナ）

ニコレッタ・マキャヴェリ
- さすらいのガンマン（1973年、エステラ）※NET版
- 帰って来たガンマン（1973年、メリー・アン）※NET版

パイパー・ローリー
- ハスラー（1968年、サラ・パッカード）※NET版
- ミシシッピの賭博師（1973年、アンジェリーク・'レイア'・デュロー）※フジテレビ版

フェイ・ダナウェイ
- タワーリング・インフェルノ（1989年、スーザン・フランクリン）※TBS版
- トーマス・クラウン・アフェアー（2003年、精神分析医）※フジテレビ版

フランシス・リー・マッケイン
- グレムリン（1990年、リン・ペルツァー）※ソフト版
- グレムリン（1992年、リン・ペルツァー）※テレビ朝日版

ミレーヌ・ドモンジョ
- 黙って抱いて（1969年、ヴィルジニー）※東京12ch版
- 上と下（1971年、イングリッド）※TBS版

メリル・ストリープ
- フランス軍中尉の女（1984年、アンナ/サラ・ウッドラフ）※TBS版
- ディア・ハンター（1984年、リンダ）※フジテレビ版
- クレイマー、クレイマー（1985年、ジョアンナ・クレイマー）※日本テレビ版
- シルクウッド（1986年、カレン・シルクウッド）※読売テレビ版
- ソフィーの選択（1988年、ソフィー）※日本テレビ版
- 愛と哀しみの果て（1989年、カレン・ブリクセン）※日本テレビ版
- 永遠に美しく…（1993年、マデリーン・アシュトン）※ソフト版
- 激流（1995年、ゲイル・ハートマン）※ソフト版
- リビング・シー（1998年、ナレーター）
- 母の眠り（2000年、ケイト・グルデン）※ソフト版
- クライシス・オブ・アメリカ（2005年、エレノア・ショー）※ソフト版
- いつか眠りにつく前に（2008年、ライラ・ロス）※ソフト版

#### 映画
時期不明
- 奥様は芳紀十七才（スーザン・ボルガール・ランディス〈デビー・レイノルズ〉）
- 怪奇!魅惑の魔女（マリサ〈アリジャ・ガー〉）
- 新・青い経験/禁じられた性の戯れ（カルメラ・パテルノー〈エドウィジュ・フェネシュ〉）
- 遠い国（ルネ・ヴァロン〈コリンヌ・カルヴェ〉）※フジテレビ版
- ファニー（ファニー〈レスリー・キャロン〉）
- ミサイル空爆戦隊（ビクトリア〈メリー・ピーチ〉）※テレビ新録版

1963年
- 襲われた幌馬車（ジェニー〈フェリシア・ファー〉）※日本テレビ版

1967年
- わが青春のマリアンヌ（マリアンヌ〈マリアンヌ・ホルト〉）※フジテレビ版

1968年
- 女だけの都（シスカ〈ミシュリーヌ・シェイレル〉）※NHK版
- 俺たちは天使じゃない（イザベル〈グロリア・タルボット〉）※NHK版

1969年
- 現金に手を出すな（ジョジィ〈ジャンヌ・モロー〉）※NET版
- マーニー（リル・マインウェアリング〈ダイアン・ベイカー〉）※NET版
- 怒涛の果て（テレア〈アデル・マーラ〉）※フジテレビ版
- 革命児サパタ（ホセファ・サパタ〈ジーン・ピーターズ〉）※NET版
- 輪舞（ローズ〈アンナ・カリーナ〉）※TBS版
- ダンケルク（ジャンヌ〈カトリーヌ・スパーク〉）※TBS版

1970年
- イヴの総て（イヴ・ハリントン〈アン・バクスター〉）※NET版
- 黒いチューリップ（カロリーヌ〈ヴィルナ・リージ〉）※TBS版
- 怪傑ゾロ（ロリータ〈リンダ・ダーネル〉）※NET版
- 蛇女の脅怖（ヴァレリー〈ジェニファー・ダニエル〉）※NET版
- 吸血ゾンビ（シルヴィア・フォーブス〈ダイアン・クレア〉）※東京12ch版
- 大海戦史（エイミー〈マリサ・パヴァン〉）※TBS版

1971年
- 宇宙戦争（シルヴィア・ヴァン・ビューレ〈アン・ロビンソン〉）※フジテレビ版
- 燃える洞窟（キャロル〈オリンカ・ベローワ〉）※NET版
- 雨に唄えば（キャシー・セルダン〈デビー・レイノルズ〉）※NHK版
- 或る殺人（メアリー・ピラント〈キャスリン・グラント〉）※NET版
- 柔らかい肌（ニコル・ショメット〈フランソワーズ・ドルレアック〉）※東京12ch版
- 城塞の決闘（オロール・ドゥ・ヌヴェール〈ザビーネ・ゼッセルマン〉）※TBS版
- ガラスの動物園（ローラ〈ジェーン・ワイマン〉）※NET版

1972年
- 633爆撃隊（ヒルデ・バーグマン〈マリア・ペルシー 〉）※NET版
- 壮烈第七騎兵隊（エリザベス・"リビー"・ベーコン〈オリヴィア・デ・ハヴィランド〉）※NET版
- 裏切りの荒野（カルメン〈ティナ・オーモン〉）※フジテレビ版
- 卵と私（ベティ・マクドナルド〈クローデット・コルベール〉）※フジテレビ版
- 三人の妻への手紙（デボラ・ビショップ〈ジーン・クレイン〉）※NET版
- 必死の逃亡者（シンディ・ヒリアード〈メアリー・マーフィ〉）※フジテレビ版
- ナバロンの要塞（アンナ〈ジア・スカラ〉）※NET版
- アラモ（フラカ〈リンダ・クリスタル〉）※NET版
- シベールの日曜日（マドレーヌ〈ニコール・クールセル〉）※NET版
- 月蒼くして（シンシア・スレーター〈ドーン・アダムズ〉）※東京12ch版

1973年
- 真昼の決闘（エミイ〈グレース・ケリー〉）※フジテレビ版
- ドクター・コネリー/キッドブラザー作戦（マヤ〈ダニエラ・ビアンキ〉）※NET版
- 将軍たちの夜（ウルリケ・フォン・ガプラー〈ジョアンナ・ペティット〉）※NET版
- バルジ大作戦（ルイーズ〈ピア・アンジェリ〉）※NET版

1974年
- 底抜けふんだりけったり（フィリス・リー〈マージー・ミラー〉）※フジテレビ版
- グラン・プリ（パット・ストッダード〈ジェシカ・ウォルター〉）※東京12ch版
- 最後の弾丸（ケイティ〈ダイアナ・マルドア〉）※フジテレビ版

1975年
- 荒野の墓標（ジュリエッタ・カンポス〈クリスティーナ・ガルポ〉）※フジテレビ版
- モスキート爆撃隊（ベス・スコット〈スザンヌ・ネヴ 〉）※TBS版
- 宇宙水爆戦（ルース・アダムズ博士〈フェイス・ドマーグ〉）※フジテレビ版
- バファロー大隊（メアリー・ビーチャー〈コンスタンス・タワーズ〉）※NET版

1976年
- おもいでの夏（ドロシー〈ジェニファー・オニール〉）※NET版
- 夜の刑事（サンディ〈デリア・ボッカルド〉）※NET版

1977年
- 青い体験（アンジェラ〈ラウラ・アントネッリ〉）※フジテレビ版
- ゴルゴ13 九竜の首（江蘭〈孫泳恩〉）※劇場公開版
- エアポート'75（シスター・ルース〈ヘレン・レディ〉）※フジテレビ版

1978年
- 太陽が知っている（マリアンヌ〈ロミー・シュナイダー〉）※テレビ朝日版
- 続・青い体験（ラウラ〈ラウラ・アントネッリ〉）※フジテレビ版
- ガス燈（ポーラ・アルキスト・アントン〈イングリッド・バーグマン〉）※東京12ch版
- 群衆の中の殺し屋（リサ・プレトリウス〈カミラ・スパーヴ〉）※テレビ朝日版
- サムライ（ヴァレリー〈カティ・ロジェ〉）※東京12ch版

1979年
- アドベンチャー・ファミリー（パット・ロビンソン〈スーザン・D・ショウ〉）※テレビ朝日版

1983年
- インターナショナル・ベルベット 緑園の天使（ベルベット・ブラウン〈ナネット・ニューマン〉）※テレビ朝日版

1984年
- ラ・ブーム2（フランソワーズ・ベレトン〈ブリジット・フォッセー〉）※フジテレビ版

1986年
- ハロー・ドーリー!（ドーリー・リーヴァイ〈バーブラ・ストライサンド〉）※LD版
- ハノーバー・ストリート 哀愁の街かど（マーガレット・セリンジャー〈レスリー＝アン・ダウン〉）※テレビ朝日版

1989年
- ザ・ダイバー/炎の脱出（ヘレン・カイガー〈シンシア・サイクス〉）※フジテレビ版
- 泣かないで（トビー〈ジョーン・ハケット〉）※テレビ朝日版
- 熱き愛に時は流れて（バブス・ロジャース・グレイ〈ジェシカ・ラング〉）※ソフト版
- 君がいた夏（ジニー・ワイアット〈ブレア・ブラウン〉）※ソフト版

1990年
- イーストウィックの魔女たち（アレキサンドラ〈シェール〉）※TBS版
- 愛の7日間（シーラ〈ブライス・ダナー〉）※テレビ朝日版
- シェーン（マリアン・スターレット〈ジーン・アーサー〉）※テレビ東京版

1993年
- ハワーズ・エンド（マーガレット・シュレーゲル〈エマ・トンプソン〉）※ソフト版
- バック・トゥ・ザ・フューチャー PART3（クララ・クレイトン〈メアリー・スティーンバージェン〉）※テレビ朝日版

1994年
- ウェディング・バンケット（ウェイトンの母〈グァ・アーレイ〉）

2002年
- アメリ（マドレーヌ・ウォラス〈ヨランド・モロー〉）※ソフト版
- 幸運という名の町（イングリッド・バスト〈ヴァージニア・マドセン〉）※NHK版

2004年
- リーグ・オブ・レジェンド/時空を超えた戦い（ナレーション）※ソフト版

2005年
- リディック（エアリオン〈ジュディ・デンチ〉）※ソフト版
- マザー・テレサ（マザー・テレサ〈オリヴィア・ハッセー〉）※ソフト版
- LOVERS（頭目）※テレビ朝日版

2006年
- 銀河ヒッチハイク・ガイド（ディープ・ソート〈ヘレン・ミレン〉）※ソフト版

2010年
- エアベンダー（カタラの祖母〈キャサリン・ホートン〉）※ソフト版

2013年
- オブリビオン（サリー〈メリッサ・レオ〉）※ソフト版

2018年
- 君はONLY ONE（エステル〈ジャッキー・ウィーヴァー〉）

#### ドラマ
時期不明
- アガサ・クリスティー・アワー
  - 第6話『タイザンボクの香り』（テオ・ダレル〈シアラン・マッデン〉）

- 0011ナポレオン・ソロ（ジル、リーサ、マーラ、ウォーカー）
- プロヴァンスの秘密（エステル・ラボリ〈ブリジット・フォッセー〉）

1960年
- 名馬フリッカ（1960年 - 1961年、ネル・マクローリン）※フジテレビ版

1962年
- 走れチェス（ヴェルヴェット・ブラウン〈ロリー・マーティン〉） ※NHK版

1963年
- ルーシー・ショー（1963年 - 1965年、クリス〈キャンディ・ムーア〉）※TBS版

1966年
- 0011ナポレオン・ソロ ※日本テレビ版
  - 第17話『失われた2時間』（デアトル・プルバニ〈カマラ・デヴィ〉）

- アウター・リミッツ　※日本テレビ版
  - 第41話『ロボット法廷に立つ』（ニーナ・リンク〈マリアンナ・ヒル〉）

- 逃亡者 ※TBS版
  - 第95話『一万ドルの生命』（エラ・ローレンス〈ボニー・ビーチャー〉）

1967年
- 逃亡者 ※TBS版
  - 第109話『天使が死ぬ時』（シスター・アンジェリカ〈アントワネット・バウアー〉）

1968年
- 電撃スパイ作戦（シャロン・マクレディ〈アレクサンドラ・バステドー〉）※フジテレビ版
- コロネットブルーの謎 ※NHK版
  - 第12話『エバという女』（エヴァ・ルー・スプリンガー〈ローラ・デヴォン〉）

- 弁護士ジャッド ※NHK版
  - 第14話 『行き過ぎた捜査』（ルース・マッシー〈ジョーン・ハケット〉）

1969年
- 宇宙大作戦 ※日本テレビ版 
  - 第6話『恐怖のビーナス』（マグダ〈スーザン・デンバーグ〉）

1970年
- 秘密指令S  ※日本テレビ版
  - 第4話 『悪魔に襲われた村』（スーザン・ルイス〈ジーナ・ワーウィック〉）

- 探偵ストレンジ ※NHK版
  - 第7話『コレラ発生事件』（セバ・ハメード〈ジーニア・マートン〉）

- 謎の円盤UFO（1970年 - 1971年、ジョーン・ハリントン少尉〈アントニア・エリス〉）※日本テレビ版

1971年
- スパイ大作戦（ダナ・ランバート〈レスリー・アン・ウォーレン 〉）※フジテレビ版
- ドクター・ウェルビー ※NHK版
  - 第8話『老いた男の誇り』（ゾーイ・ユージェニデス〈リンダ・マーシュ〉）

1972年
- 宇宙大作戦 ※フジテレビ版
  - 第41話『死の宇宙病』（ジャネット・ウォレス〈サラ・マーシャル〉）

1973年
- プロテクター電光石火 ※日本テレビ版
  - 第17話『ハリー暗殺命令』

- 刑事コロンボ ※NHK版
  - 第4話『指輪の爪あと』（レノーラ・ケニカット〈パット・クローリー〉）

- 宇宙大作戦 ※フジテレビ版
  - 第63話『宇宙に漂う惑星型宇宙船』（ナティラ〈キャサリン・ウッドヴィル〉）

1974年
- 宇宙大作戦 ※フジテレビ版
  - 第74話『6200歳の恋』（レイナ〈ルイーズ・ソレル〉）

1975年
- FBIアメリカ連邦警察  ※TBS版
  - 第239話『狂人の告白』（パット・ドリスコル〈メアリー・フラン〉）

1976年
- 陽気なカップル（キャロル・サンダース〈アン・アーチャー〉）※日本テレビ版

1986年
- 特捜刑事マイアミ・バイス ※テレビ東京版　
  - 第5話『宿敵カルデロン（後編）』

1987年
- ナイトライダー ※テレビ朝日版　
  - 第32話『壮絶ジャングル戦！絶体絶命！ナイト2000底なし沼脱出不能!!』（レイラ・カロン・キャラン〈レスリー・ウィング〉）
  - 第56話『恐怖の高電圧・消えたナイト2000』（ローリー・ウェインライト〈レノア・カスドーフ〉）

- 特捜刑事マイアミ・バイス ※テレビ東京版
  - 第44話『終りなき血の報復・全面戦争!バイス対カルデロン一家!!』（アンジェリーナ・メデラ〈フェイン・ナポリ〉）

1988年
- ジェシカおばさんの事件簿 ※NHK版
  - 第2話『海に消えたパパ』（マギー・アール〈マリリン・ハセット〉）

1990年
- 名探偵ポワロ  ※NHK版
  - 第19話『西洋の星の盗難事件』（ヤードリー婦人〈キャロライン・グッドール 〉）

1991年
- 名探偵ポワロ  ※NHK版
  - 第21話『あなたの庭はどんな庭?』（カトリーナ・レイガー〈キャサリン・ラッセル〉）

1993年
- シャーロック・ホームズの冒険 ※NHK版
  - 第33話『犯人は二人』（ダイアナ・スウィングステッド〈ノーマ・ウェスト〉）

1996年
- アボンリーへの道 ※NHK版 
  - 第66話『生きていた母』（イライザ・パイク〈ジャネット＝レイン・グリーン〉）

2001年
- アリー my Love ※NHK版
  - 第58話『面影のダンス』（ルーシー・テイラー〈アニー・アボット〉）

2005年
- 名探偵モンク  ※NHK版
  - 第44話『パパになりたい』（アビゲイル・カーライル〈ブルック・アダムス〉）

2012年
- glee/グリー ※NHK版
  - 第44話『夢のニューヨーク』（本人〈パティ・ルポーン 〉）

- ロイヤル・スキャンダル 〜エリザベス女王の苦悩〜 ※NHK版
  - 第3話『サッチャーとの確執』（エリザベス女王〈スーザン・ジェームソン〉）

2017年
- エレメンタリー ホームズ&ワトソン in NY
  - 第96話『最後の死闘』（ゾーヤ・ハシェミ〈ローマ・チュガニ〉）

#### アニメ
1961年
- つよいぞラフティ（1961年 - 1962年、ラフティ） ※フジテレビ版

1982年
- シャーロットのおくりもの（シャーロット〈デビー・レイノルズ〉）※LD版

1990年
- スター・ウォーズ ドロイドの大冒険（ティグ・フロム）※VHS版

1997年
- ヘラクレス（ヘラ〈サマンサ・エッガー〉）

### ゲーム
1992年
- 天外魔境II 卍MARU（マリ）

1997年
- DESIRE（マルチナ・T・ステラドヴィッチ）

1998年
- サクラ大戦2 〜君、死にたもうことなかれ〜（真宮寺若菜）
- LUNAR2 エターナルブルー（ルーナ）

2000年
- EVE ZERO（氷室冴子）

2001年
- EVE The Fatal Attraction（氷室冴子）
- 松本零士999 〜Story of Galaxy Express 999〜（メーテル）

2006年
- みんなのテニス（ローラ）

2007年
- クライシス コア ファイナルファンタジーVII（ジリアン・ヒューレー）
- ドラゴンシャドウスペル（オープニングの語り）

2008年
- ディシディア ファイナルファンタジー（暗闇の雲）

2009年
- ディシディア ファイナルファンタジー ユニバーサルチューニング（暗闇の雲〈日本語版戦闘ボイス〉）

2010年
- 銀河鉄道999DS（メーテル）
- キングダム ハーツ バース バイ スリープ（カイリの祖母）

2011年
- ディシディア デュオデシム ファイナルファンタジー（暗闇の雲）
- ファイナルファンタジー零式（院生局局長）

2013年
- ファイナルファンタジーXIV:新生エオルゼア（ハイデリン）

2016年
- ワールド オブ ファイナルファンタジー（リヴァイアサン）

2017年
- 蒼き革命のヴァルキュリア（リシェール・ラウドルップ）

2018年
- ディシディア ファイナルファンタジー NT（暗闇の雲）

### ドキュメンタリー
- ジェーン（ジェーン・グドール） ナショナル ジオグラフィック（TV）
- ジェーン・グドールと救う楽園の島（ジェーン・グドール） ナショナル ジオグラフィック（TV）

### ナレーション
- アートの遺伝子Z（日本テレビ）
- 知ってるつもり?!（日本テレビ）
- ありえへん∞世界（テレビ東京） ※演出でインチキ関西弁も話す
- おかえりなさい、はやぶさ（ポニーキャニオン） - はやぶさ 役
- 競輪専門のCS放送「SPEEDチャンネル」の番組「旅・競輪場ガイド」
- 趣味Do楽（NHK教育）
- 仁義換金（テレビ東京）
- 世界の秘境で大発見!日本食堂（テレビ東京）
- ちば見聞録 房総の発酵文化を継承する（千葉テレビ）
- 東京REMIX族（J-WAVE）※コーナーナレーター
- 日本人だけが知らない!ワールド謎ベンチャー（TBS）
- ハロモニ@（テレビ東京）
- ブラタモリ（NHK総合）
- わかるテレビ
- 出川哲朗&さまぁ〜ず三村 ポンコツおじさん旅に出る（テレビ東京）
- フランケンシュタインの誘惑 科学史 闇の事件簿 放射能 マリーが愛した光線（2015年11月26日）
- 世界一周 魅惑の鉄道紀行（2016年10月31日 - 、BS-TBS） - コンシェルジュ（不定期）
- 小さな旅（手紙朗読、NHK総合）
- テレメンタリー（テレビ朝日）
  - 「爆心地を語る 〜78人の証言テープ〜」（2017年7月30日、広島ホームテレビ制作）
  - 「それでも生きていく 〜九州豪雨から1年〜」（2018年7月22日、九州朝日放送制作）
- 京都浪漫 悠久の物語（KBS京都・BS11、2018年4月8日 - 2022年9月11日） - 初代ナレーター
- 関西で大発見!?○○なのにスゴいんです!（テレビ大阪、2018年12月15日）
- 戦艦大和 パイロットたちの終戦（NHK BS、2025年8月2日）

### 映画・予告編ナレーション
- 風の谷のナウシカ（1984年、東映）
- もののけ姫（1997年、東宝）
- マイヤーリング（2014年、ブロードメディア・スタジオ）

### 特撮
- ウルトラシリーズ
  - ウルトラマン物語（1984年、ウルトラの母の声）
  - ウルトラマンメビウス（2006年、ウルトラの母の声）
  - ウルトラマンメビウス外伝 ヒカリサーガSAGE3（2006年、ウルトラの母の声）
  - 劇場版 ウルトラマンジード つなぐぜ! 願い!!（2018年、ウルトラの母の声）
- ファイヤーマン 第8話（1973年、タカシの母 役）

### CD
- Weiß kreuz Dramatic Collection I The Holy Children（天宮薫子）
- 岸和田博士の科学的愛情 ドラマCD（ナレーター）
- 新・春香伝 ドラマCD（明華）
- BOX POPS（32DH-5039）※2曲目「魅惑の君」のセリフ

### テレビドラマ
- 小天狗小太郎（1960年）
- マンモス家族（1962年、フジテレビ）
- 母の肖像（1965年、TBSテレビ）
- 特別機動捜査隊（東映/NET）
  - 第151話「白昼の死角」（1964年） - 白川君子 役
  - 第274話「ある煙突地帯」（1967年） - 横堀 役
  - 第279話「そこに私はいた」（1967年） - 桂子 役
  - 第296話「九年目の女」（1967年） - ふみ子 役
  - 第364話「女でない女」（1968年）
- 若い川の流れ（1968年 - 1969年、日本テレビ）
- 兄嫁（1969年、フジテレビ・NMC） - 水島雅江 役
- 右門捕物帖 第15話（1970年、日本テレビ）
- 夕陽の舞い（1970年、フジテレビ・NMC） - 田代夏子 役
- ジキルとハイド 第10話（1971年製作・1973年放映、東宝/フジテレビ） - 岩間夫人 役
- おれは男だ! 第11話（1971年、日本テレビ）
- 大奥の女たち（1971年、フジテレビ/NMC） - 奥女中・昌江 役
- 禁じられた二人（1971年、フジテレビ/NMC） - 冬子 役
- 愛の炎（1971年、フジテレビ）
- 火曜日の女シリーズ 山峡の章（1972年、日本テレビ） - 中山道子 役
- ガラスの階段（1972年、フジテレビ/NMC） - 葉子 役
- 落城の舞い（1972年、フジテレビ/NMC） - 菊江 役
- キイハンター 第248話「殺し屋ども何人でも来い!」（1972年、TBSテレビ/東映）
- 剣客商売 第19話「忘れた顔」（1973年、東宝/フジテレビ） - ふな屋の女将・おしん 役
- 妻は告白する（1974年、TBSテレビ/松竹）
- 大江戸捜査網 第13話「白い肌の誘惑」
- Gメン'75（TBSテレビ/東映）
- 日本名作怪談劇場 第2話「怪談 大奥(秘)不開の間」（1979年、東京12チャンネル） - 奥女中 役
- 大奥（2003年スペシャル版） - ナレーション
- アオイホノオ 第4話（2014年、テレビ東京） - メーテルの声
- ドクターX〜外科医・大門未知子〜（2019年10月17日 - 、テレビ朝日） - アイの声

### 映画
- 風の子（1949年、映画芸術協会） - 真知子 役
- 富士山頂（1967年、東映） - 野中千代子 役
- 月下の侵略者―文禄・慶長の役と耳塚（2009年、映像ハヌル） - ナレーション

### CM
- 三井住友銀行 「ローマの休日」編、「パリで一緒に」編（2005年 - 2006年）
- サントリーフーズ
  - ダカラ「よからぬブルース・メーテル篇」（2006年） - メーテル ※『銀河鉄道999』のキャラクターを起用したCM
  - サントリー天然水スパークリング 贅沢しぼり「贅沢ってスパらしい！」キャンペーン（2021年） - メーテル ※『銀河鉄道999』のキャラクターを起用したCM
- アニマックス銀河鉄道999（メーテル）
- ファミリーマート アニマックススペシャルくじ銀河鉄道999 - メーテル
- 日本コカ・コーラ 綾鷹（2011年 - ） - ナレーション
- 日本生命 みらいサポート 女性時代「2011年の女性たちへ篇」（2011年） - ナレーション
- アビバ スキルUPエクスプレス（2013年） - メーテル ※『銀河鉄道999』のキャラクターを起用したCM
- トヨタ自動車 企業広告「もっとよくしよう。」『Toyota Safety Sense 夜間編』（2015年） - 猫の声
- 日本経済新聞社 日経電子版（2018年）

### 書籍
- 僕らを育てた声 池田昌子編（アンド・ナウの会）

### その他コンテンツ
- 徹子の部屋（1993年4月15日、テレビ朝日）
- 千葉県実力テスト（リスニングテストの解説）
- Macがいちばん 1998年9月号付録 PC起動音・着信音等の音声ファイル
- Let's天才てれびくん（NHK教育） - きんしゃか 役
- 三井住友銀行（店内サービス紹介）※画像はオードリー・ヘップバーンの『ローマの休日』の一場面を使用
- 東京国立新美術館・大阪国立国際美術館「フランス国立クリュニー中世美術館所蔵　貴婦人と一角獣展」 音声ガイド（語り）
- 小さな旅（手紙朗読、NHK総合）
- ウルトラマンフェスティバル2019 ライブステージ（2019年、ウルトラの母の声）
- 「劇場版 銀河鉄道999」シネマ・コンサート（2021年、会場アナウンス）[35]